# Veit Gottfried von Wernau
Veit Gottfried von Wernau (* 11. September 1601 in Pfauhausen; † 5. Oktober oder 25. Oktober 1649) war ein Domherr im Hochstift Würzburg und Hochstift Bamberg. Er war einer der Teilnehmer Würzburgs am Heidelberger Ligatag von Anfang März 1629.

## Veit Gottfried von Wernau im Familienkontext
Die Familie von Wernau war ein schwäbisches Adelsgeschlecht (siehe auch Liste schwäbischer Adelsgeschlechter). Namensgebender Stammsitz ist die ehemalige Burg Wernau im Weiler Wernau auf dem Hochsträß, heute Teil der Stadt Erbach im Alb-Donau-Kreis. Veit Gottfried war der Onkel des Fürstbischofs Konrad Wilhelm von Wernau, der ebenfalls aus der Unterboihinger Linie stammte.

## Leben
Veit Gottfried von Wernau wurde 1601 (Taufdatum 11. September 1601) in Pfauhausen geboren als Sohn von Konrad von Wernau sowie seiner Gattin Margareta Barbara geb. von Aschhausen, der Schwester des Fürstbischofs Johann Gottfried von Aschhausen. Sein Großvater war Hans Veit von Wernau, Erbauer des Schlosses Pfauhausen und Auftraggeber der Familienchronik des Valentin Salomon von Fulda.
Bereits mit neun Lebensjahren begann seine kirchliche Laufbahn. So erhielt er schon am 30. Oktober 1610 eine frei gewordene Domherrenstelle.
Stationen seiner klerikalen Laufbahn:
- 1625 Subdiakon zu Würzburg
- 1626 Domkapitular
- 1627 Domdechant zu Würzburg und Domherr zu Bamberg
- 1628 Diakon
- 1629 Probst im Stift Haug und Wechterswinkel[2]
- 1631 Priesterweihe
- 1645 Probst in St. Burkard

Mehrere Notizen über den Schriftverkehr der Unterboihinger Linie  enthalten auch Briefe von ihm und geben eine Einblick in die sich laufend verschlechternde Situation der Familie während des Dreißigjährigen Krieges. So verkauft er im Jahre 1631, nach dem Tod seines Vaters Konrad, die Ortsherrschaft Bieringen, welche aus der mütterlichen Mitgift stammte, an das Klosters Schöntal.
Er starb  am 25. Oktober 1649 in seinem Domherrnhof „Seebach“ und wurde nach seinem Tod in der Nähe des von ihm errichteten Altares im Würzburger Dom begraben.

## Altäre und Denkmäler im Würzburger Dom

### Chorpult von Johann Wurzelbauer aus dem Jahr 1644
Im Kiliansdom ist ein von ihm gestiftetes und in Messing gegossenes frühbarockes Chorpult aus dem Jahr 1644 erhalten mit seitlichen Darstellung Mariens und des hl. Kilian sowie Domherrnwappen auf der Buchablagefläche. Es wurde in der Nürnberger Giesserei von Johann Wurzelbauer, Sohn des Benedikt Wurzelbauer, gegossen. Bei mit dem Wappen von Wernau eingegossenen Namen zeugt die Inschrift „Inventor hujus operis“ davon. Das Lektorium wurde früher von der Schola bei der Pontifikalvesper genutzt.

### Altarbild „Mariä Himmelfahrt“ von Joachim Sandrart aus den Jahren 1646/47 (nicht erhalten)
Als treibende Kraft der Neuausstattung des Würzburger Domes ließ er im Jahre 1648 am ersten Pfeiler des südlichen Seitenschiffes einen Altar zu Ehren der Jungfrau Maria sowie des Apostels Matthäus und St. Veit errichten. Der Altar war mit einem von Joachim von Sandrart bereits im Jahr 1646/47 gemalten Gemälde der Himmelfahrt Mariens ausgestattet und trug folgende Inschrift:
Deo Optimo Maximo, deiparae Virgini magnae matri,
s. Matthaeo apostolo et evangelistae, s. Vito admodum rever-
endus praenobilis et gratiosus dominus dom, Vitus Godefri-
dus a Werdenau, summae hujus aedie decanus, aram hanc
posuit anno salutis MDCXLVIII
Vor diesem Altar, wurde Veit Gottfried nach seinem Tode 1649 beigesetzt.
Wie ein Großteil der Innenausstattung fiel der Altar mitsamt des Altarbildes dem Bombenangriff am 16. März 1945 zum Opfer.

### Epitaph von 1649
Sein aus Metall gefertigtes Epitaph hängt am zweiten südlichen Hauptschiffpfeiler des Würzburger Domes, ins südliche Seitenschiff gerichtet. Zu beiden Seiten des zentralen Inschriftenfeldes befindet sich in zwei Spalten die Ahnenprobe des Domherren, aus insgesamt acht mit einem jeweils darüber befindlichen Schriftband beschrifteten Kartuschen bestehend.
Die heraldisch rechte Spalte beginnt oben mit dem Wappen der von Wernau
Wappen links: Wernau, Rechberg (verloren gegangen), Ehingen, Knoringen
Wappen rechts: Aschhausen, Zobel, Ehrenberg, Bibra.
Das Epitaph wird oben durch einen gesprengten Rundbogengiebel abgeschlossen, welcher das Vollwappen der Herren von Wernau trägt.
|                                        |                        |                                  |
| Epitaph im Würzburg Dom mit Ahnenprobe | Inschrift des Epitaphs | Vollwappen von Wernau am Epitaph |